# Tribunal Regional Federal da 5.ª Região

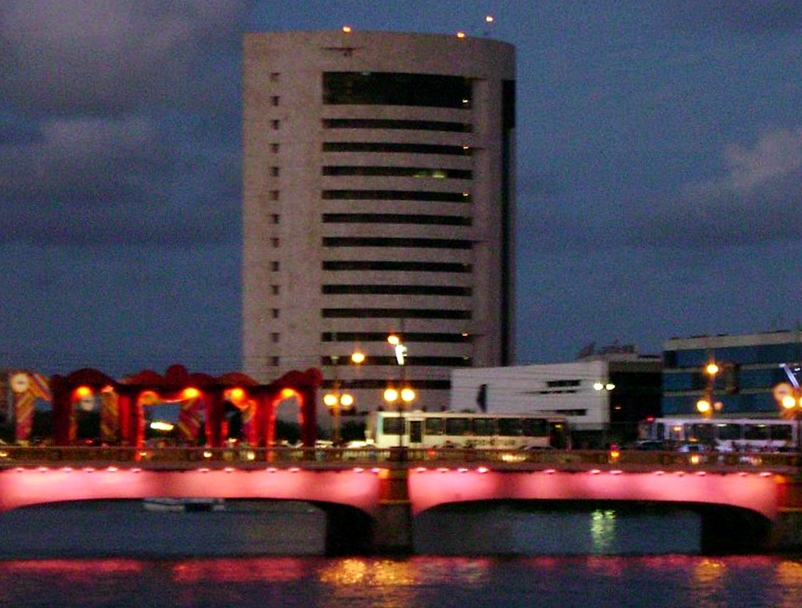
Sede do TRF da 5ª Região, no Recife.

O Tribunal Regional Federal da 5ª Região, com sede no Recife, é um dos seis Tribunais Regionais Federais da República Federativa do Brasil. Tem sob sua jurisdição os estados de Alagoas, Ceará, Paraíba, Pernambuco, Rio Grande do Norte e Sergipe.
Atualmente é composto por 24 Juízes de Tribunal.

## História
Com o advento da Constituição Federal de 1988, no art. 27, § 6º, do Ato das Disposições Constitucionais Transitórias, foram criados cinco Tribunais Regionais Federais, cuja competência se encontra capitulada no art. 108 da Constituição.
O Tribunal Regional Federal da 5ª Região, como os demais, teve sua composição, jurisdição e sede fixados através da Lei nº 7.727/1989 e da Resolução nº 01/1988 do então Tribunal Federal de Recursos. Ali se fixava sua composição com dez juízes, sendo oito dentre juízes federais com mais de cinco anos de exercício, um dentre advogados com mais de dez anos de efetiva atividade profissional, e um dentre os membros do Ministério Público Federal com mais de dez anos de carreira.
Em 30 de março de 1989, foi instalado no Palácio Frei Caneca, na avenida Cruz Cabugá, bairro de Santo Amaro, Recife, onde funcionava a vice-governadoria do estado de Pernambuco e cedido para sede provisória, em cerimônia presidida pelo Ministro Evandro Gueiros Leite, então presidente do Tribunal Federal de Recursos, contando, em sua primeira composição, com os seguinte juízes: Ridalvo Costa (presidente), Araken Mariz (vice-presidente e corregedor-regional), Hugo Machado, José Augusto Delgado, José de Castro Meira, Petrucio Ferreira, Orlando Rebouças e Lázaro Guimarães (oriundos da magistratura federal), Nereu Santos (do Ministério Público Federal), e Francisco Falcão (da advocacia).
Em fevereiro de 1994, foi inaugurado o seu edifício-sede, no Cais do Apolo, que veio a ser designado "Edifício Ministro Djaci Falcão", em outubro de 1995.
Pelo seu Regimento Interno (artigo 12), o mandato do presidente e do vice-presidente seria anual, vedada a recondução, o que veio a ser alterado, para o mandato bienal (Emenda Regimental nº 20/97).
Com a Lei nº 9.967/2000, o Tribunal Regional Federal da 5ª Região passou a contar com 15 juízes em sua composição, além de haver o desdobramento do cargo de vice-presidente e corregedor em dois cargos distintos, de vice-presidente e de corregedor regional.
Em 2000, através de Emenda Regimental, o cargo de juiz do Tribunal passou a ser denominado internamente como desembargador federal, em uniformidade com os demais Tribunais Regionais Federais.
Em 2019, tramitava no tribunal processo sobre o plantio de maconha para fins medicinais.
Com a edição da Lei nº 14.253, publicada em 1º de dezembro de 2021, foi ampliado o número de membros dos cinco Tribunais Federais Regionais originais, com a transformação de cargos vagos de juiz federal substituto em cargos de desembargadores dos tribunais, devido ao aumento no estoque de casos para julgamento na segunda instância, provocado pela criação de novas varas de juizados especiais e outras no âmbito do processo de interiorização da Justiça de primeiro grau. De acordo com lei, passou então a contar com 24 desembargadores.

## Composição atual
| nº | Nome                                     | Local e data de nascimento              | Vaga                           | Origem                    |
| 1  | Paulo Roberto de Oliveira Lima           | Maceió, 24 de março de 1955             | Araken Mariz                   | Magistratura Federal      |
| 2  | Manoel de Oliveira Erhardt               | Gravatá, 31 de maio de 1953             | Napoleão Nunes Maia Filho      | Magistratura Federal      |
| 3  | Vladimir Souza Carvalho                  | Itabaiana, 6 de abril de 1950           | Ridalvo Costa                  | Magistratura Federal      |
| 4  | Rogério de Meneses Fialho Moreira        | João Pessoa, 1º de agosto de 1966       | Petrucio Ferreira              | Magistratura Federal      |
| 5  | Edilson Pereira Nobre Júnior             | Natal, 13 de julho de 1964              | José Baptista de Almeida Filho | Magistratura Federal      |
| 6  | Fernando Braga Damasceno                 | Fortaleza, 28 de junho de 1973          | Paulo Gadelha                  | Procuradoria da República |
| 7  | Francisco Roberto Machado                | Fortaleza, 20 de junho de 1955          | Francisco Cavalcanti           | Magistratura Federal      |
| 8  | Paulo Machado Cordeiro                   | Rio de Janeiro, 27 de fevereiro de 1957 | Luiz Alberto Gurgel de Faria   | Magistratura Federal      |
| 9  | Cid Marconi Gurgel de Souza              | Fortaleza, 29 de março de 1963          | Margarida Cantarelli           | Advocacia                 |
| 10 | Carlos Rebêlo Júnior                     | Alenquer                                | Francisco Barros Dias          | Magistratura Federal      |
| 11 | Rubens de Mendonça Canuto Neto           | Maceió, 28 de janeiro de 1976           | Geraldo Apoliano               | Magistratura Federal      |
| 12 | Alexandre Costa de Luna Freire           | João Pessoa, 7 de novembro de 1953      | José Maria Lucena              | Magistratura Federal      |
| 13 | Élio Wanderley de Siqueira Filho         | Recife, 27 de março de 1968             | Francisco Wildo                | Magistratura Federal      |
| 14 | Leonardo Henrique de Cavalcante Carvalho | Fortaleza, 12 de março de 1976          | Marcelo Navarro Ribeiro Dantas | Advocacia                 |
| 15 | Roberto Wanderley Nogueira               | Recife                                  | José Lázaro Alfredo Guimarães  | Magistratura Federal      |
| 16 | Francisco Alves dos Santos Júnior        | Milagres                                | Lei nº 14.253, de 30.11.2021   | Magistratura Federal      |
| 17 | Sebastião José Vasques de Moraes         |                                         | Lei nº 14.253, de 30.11.2021   | Magistratura Federal      |
| 18 | Germana de Oliveira Moraes               | Fortaleza                               | Lei nº 14.253, de 30.11.2021   | Magistratura Federal      |
| 19 | Joana Carolina Lins Pereira              | Recife                                  | Lei nº 14.253, de 30.11.2021   | Magistratura Federal      |
| 20 | Leonardo Resende Martins                 | Ceará                                   | Lei nº 14.253, de 30.11.2021   | Magistratura Federal      |
| 21 | Frederico Widson da Silva Dantas         | Bahia                                   | Lei nº 14.253, de 30.11.2021   | Magistratura Federal      |
| 22 | Leonardo Augusto Nunes Coutinho          | Fortaleza                               | Lei nº 14.253, de 30.11.2021   | Magistratura Federal      |
| 23 | Rodrigo Tenório Correia da Silva         |                                         | Lei nº 14.253, de 30.11.2021   | Procuradoria da República |
| 24 | Cibele Benevides Guedes da Fonseca       | São Paulo, 27 de março de 1974          | Lei nº 14.253, de 30.11.2021   | Procuradoria da República |

## Escolade Magistratura Federal da 5ª Região
Inaugurada em 25 de novembro de 1999 e instalada no dia 4 de maio de 2000, a Escola de Magistratura da 5ª Região (ESMAFE) nasceu com a destinação de aprimorar e fortalecer a capacidade judicante da Justiça Federal no Nordeste, segundo palavras do então Presidente do Tribunal Regional Federal, o desembargador federal José Maria Lucena, seu idealizador.

## Jurisdição

Jurisdição do Tribunal

A jurisdição do Tribunal Regional Federal da 5ª Região, com sede na capital pernambucana, abrange os estados nordestinos de Alagoas, Ceará, Paraíba, Pernambuco, Rio Grande do Norte e Sergipe.